# Наполеон на прохода Сан Бернар
„Наполеон на прохода Сен Бернар“ (на френски: Bonaparte franchissant le Grand-Saint-Bernard) е картина на френския художник Жак-Луи Давид.
Рисувана е между 1800 и 1803 година. Представлява конен портрет на първия консул Наполеон Бонапарт, изобразен при пресичането на алпийския проход Голям Сан Бернар в началото на Италианския поход през 1799 година.
Давид рисува пет варианта на този портрет. Първият е по поръчка на испанския крал Карлос IV по договор, сключен с Френската република. Следващите три са поръчани от самия Наполеон с пропагандна цел и стават неговите първи официални портрети. Петият портрет няма конкретен поръчител и е пазен от автора до неговата смърт.